# Sant Cristòu (Erau)
Sant Cristòu (en francès Saint-Christol) és un municipi occità del Llenguadoc, situat al departament de l'Erau i a la regió d'Occitània.